# 彼得·格林
彼得·格林（英語：Peter Green，1946年10月29日—2020年7月25日），英国藍調摇滚吉他手，也是佛利伍麥克乐队创建人之一。
格林是英國藍調运动重要人物，2003年在滾石杂志评选的一百大吉他手排名里位列第38，1998年以佛利伍麥克和其他樂團成員被引入搖滾名人堂 。